# 한국 프로레슬링 연맹
대한 프로레슬링 연맹(WWA)은 대한민국의 프로레슬링 단체이다. 1968년 NWA 산하아래 출범하였으며 박치기왕 김일, 이왕표 등이 활약한 한국을 대표하는 프로레슬링 단체이다.